# Zulialana coalescens
Zulialana coalescens is een pissebed uit de familie Cirolanidae. De wetenschappelijke naam van de soort is voor het eerst geldig gepubliceerd in 1993 door Botosaneanu & Viloria.